# سمك معلب
الأسماك المعلبة هي الأسماك التي تتم معالجتنها وتجهيزها، ويتم وضعها في وعاء محكم الإغلاق مثل علبة القصدير المختومة، وهي التي تعرض لحرارة الشمس. التعليب هو طريقة للحفاظ على الغذاء، ويوفر عمرا افتراضيا يتراوح بين سنة إلى خمس سنوات.

## خلفية عامة
وتتميز الأسماك بحموضة منخفضة عند مستويات يمكن للميكروبات أن تزدهر فيها. من وجهة نظر السلامة العامة أن الأطعمة ذات الحموضة منخفضة (درجة الحموضة أكثر من 4.6) تحتاج التعقيم تحت درجة حرارة عالية (116-130 درجة مئوية). لتحقيق درجات حرارة فوق درجة الغليان لابد من طريقة للطبخ المضغوط للمحتوى الذي يكون بداخل العلبة. بعد التعقيم، العلبة الحاوية تمنع الكائنات الحية الدقيقة من الدخول والانتشار بالداخل. بدون التعقيم، لا توجد طريقة يمكن الاعتماد عليها تماما للحفاظ على الطعام داخل العلب. على سبيل المثال، لا يمكن القضاء على الكائنات الحية الدقيقة مثل كلوستريديوم بوتولينوم (الذي يسبب التسمم) إلا في درجات حرارة أعلى من نقطة الغليان.
وهناك حاجة إلى تقنيات الحفظ هذه لمنع تلف الأسماك وإطالة مدة الصلاحية. وهي مصممة لتثبيط نشاط بكتيريا التلف (Spoilage bacteria ) والتغيرات الأيضية التي تؤدي إلى فقدان نوعية الأسماك. بكتيريا التلف( Spoilage bacteria) هي نوع معين من البكتيريا تنتج روائح الكريهة ونكهات مرتبطة بالسمك الفاسد.
«أبو التعليب» هو الفرنسي نيكولا أبيرت. في عام 1795، بدأ في تجربة طرق لصيد السمك في الجرار ثم وضع الجرار في الماء المغلي. خلال السنوات الأولى من الحروب النابليونية، قدمت الحكومة الفرنسية جائزة الفرنك 12,000 لأي شخص يمكن أن يضع وسيلة رخيصة وفعالة للحفاظ على كميات كبيرة من المواد الغذائية. فالجيوش الأكبر من تلك الفترة تتطلب إمدادات متزايدة ومنتظمة من الأغذية الجيدة. قدم أبيرت اختراعه وحصل على الجائزة في يناير 1810. وكان سبب عدم تلف الأسماك غير معروف في ذلك الوقت حتى أظهر لويس باستور دور الميكروبات في تلف المواد الغذائية بعد 50 سنة من ذلك الوقت. ومع ذلك، قدمت حاويات الزجاج تحديات للنقل. بعد فترة وجيزة، حاز المخترع  والتاجر البريطاني بيتر دوراند براءة اختراع في استخدام علبة القصدير في التعليب وهذه المرة في علبة القصدير، وأصبح التعليب باستخدام علب القصدير شائعا في عصرنا هذا منذ تلك اللحظة.

## السلمون
مصنع تعليب السلمون هو المصنع الذي يهتم بتعليب سمك السلمون. وهي صناعة تجهيز الأسماك التي كانت رائدة في مجال تعليب الأسماك بشكل عام. وقد نشأت على ساحل المحيط الهادئ لأمريكا الشمالية خلال القرن التاسع عشر، وسعت بعد ذلك إلى أجزاء أخرى من العالم التي كان من السهل عليها الوصول إلى السلمون.

## السردين
يتم تعليب السردين بطرق مختلفة. في مصانع التعليب، يتم غسل الأسماك، ثم يتم إزالة رؤوسهم، ويتم طهي السمك، إما عن طريق القلي العميق أو عن طريق الطبخ بالبخار، وبعد ذلك يتم تجفيفها. ثم يتم تعبئتها إما في زيت الزيتون أو عباد الشمس أو زيت فول الصويا أو الماء أو في صلصة الطماطم أو الفلفل أو الخردل. 
قد يكون السردين المعلب في محلات السوبر ماركت في الواقع سبرات (مثل «السردين النابض») أو الرنجة المستديرة. تختلف أحجام الأسماك حسب الأنواع. يجب أن يزال رأس السردين وخياشيمها قبل التعبئة ليكون ذا جودة. كما يمكن عزلها قبل التعبئة (عادة الأصناف الأكبر). إذا لم يكن كذلك، يجب تطهيرها من الطعام أو البراز المهضوم أو المهضوم جزئيا عن طريق عقد الأسماك الحية في خزان طويل بما فيه الكفاية لتفريغ الأجهزة الهضمية منها.
وعادة ما تكون السردين معبأة بإحكام في علبة صغيرة يتم تسجيلها لسهولة الفتح، إما مع علامة التبويب سحب (على غرار لمشروبات)، أومع مفتاح يعلق على جانب العلبة. وبالتالي، فإن لديها مميزات كونها تحمل بسهولة وغير قابلة للتلف ومعلب بطريقة ممتازة.

## التونة
يتم تعليب التونة في زيوت الطعام أو في محلول ملحي أو في الماء أو في الصلصات المختلفة. في الولايات المتحدة، يتم استخدام 52٪ من التونة المعلبة للسندويشات، 22٪ للسلطات و 15٪ للأطعمة المجففة والمخلوطة مع وجبات الطعام الأخرى.
وبما أن التونة غالبا ما يتم اصطيادها بعيدا عن مكان معالجتها، فإن سوء الحفظ المؤقت يمكن أن يؤدي إلى فساد السمك. وعادة ما تنظف التونة باليد ثم يتم طهيها في وقت لاحق لفترة محددة ربما 45 دقيقة إلى ثلاث ساعات. ثم يتم تقطيعه وتعليبها وختمها.ثم يتم تسخينها (تسمى الطبخ المعذب) لمدة 2 إلى 4 ساعات. هذه العملية تقتل أي بكتيريا ولكن تحتفظ بالهستامين الذي يمكن أن ينتج النكهات الخاصة .وقد حددت المعايير الدولية الحد الأقصى لمستوى الهستامين هو 200 ملليغرام لكل كيلوغرام.